# Política de Birmania

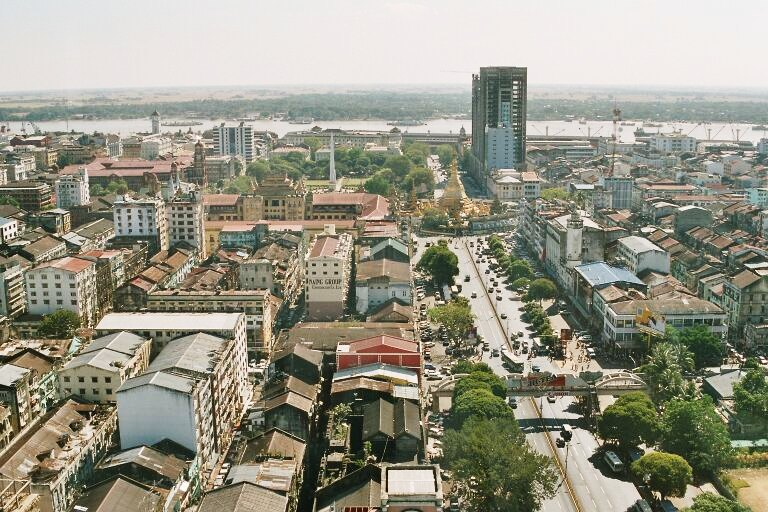
Vista de Rangún, la antigua capital birmana.

Birmania fue gobernada por una dictadura militar. El autodenominado Consejo de la Restauración de la Ley y el Orden del Estado, tras un golpe de Estado el 18 de septiembre de 1988, abolió la Constitución de 3 de enero de 1974. El Consejo disolvió el parlamento y asumió todos los poderes del Estado, desmontando la organización regional y municipal, al tiempo que creaba órganos de igual denominación para todos los ámbitos territoriales.
Tras un intento fallido de elaboración de un nuevo texto constitucional en 1990 
se volvió a fracasar en 1996 donde los trabajos de los diferentes partidos políticos que llevaban tres años de negociaciones se vieron bruscamente frustrados por la Junta Militar. El Consejo de la Restauración fue disuelto en 1997 para constituirse con otro nombre: Consejo para la Paz y el Desarrollo del Estado.